# T-shirt

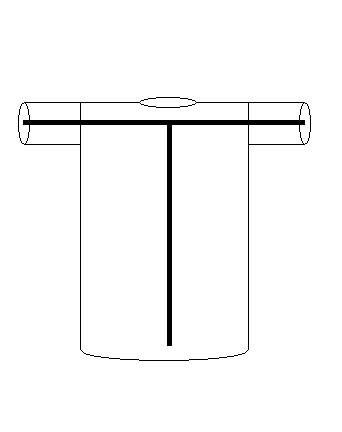
De naam T-shirt is afgeleid van de vorm van het kledingstuk

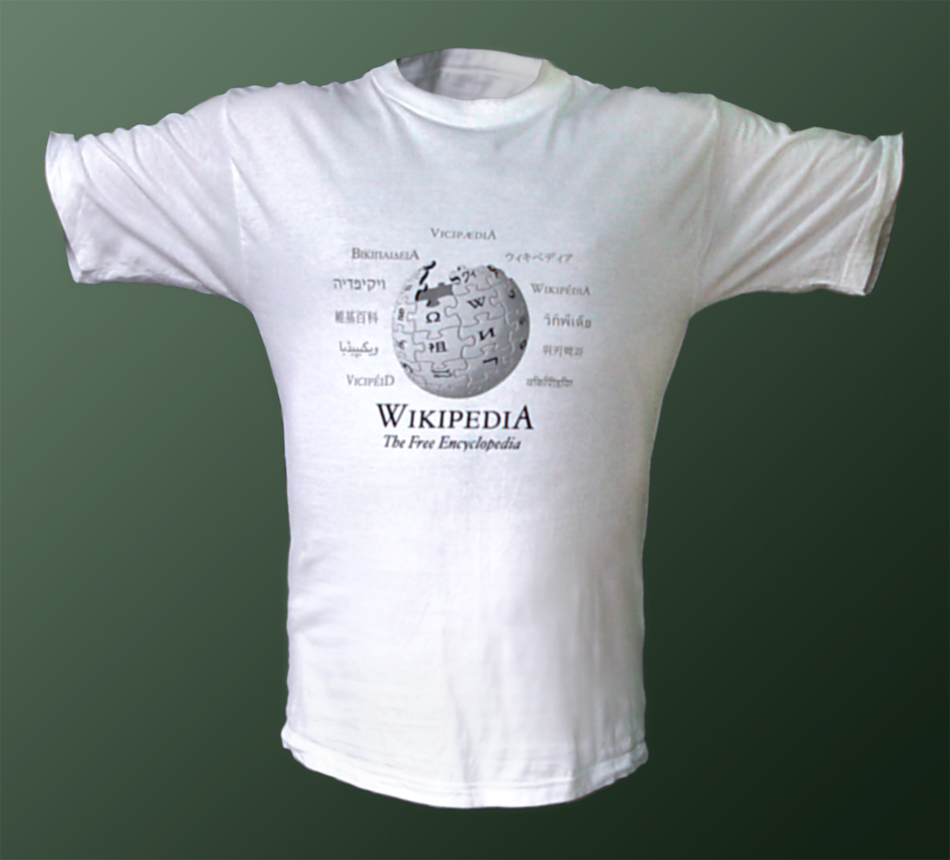
Een T-shirt

Een T-shirt (uitspraak: ['tiʃʏːt]) is een kledingstuk voor het bovenlichaam met korte mouwen en een ronde of V-hals. Een T-shirt heeft geen sluiting, en wordt over het hoofd aan- en uitgedaan. De naam T-shirt wordt aan dit kledingstuk gegeven omdat het in uitgelegde vorm een hoofdletter T vormt. Een T-shirt wordt door zowel mannen als vrouwen gedragen, van jong tot oud.
Het T-shirt werd oorspronkelijk gebruikt als onderhemd, iets wat men onder een ander kledingstuk, zoals een trui, draagt. Het wordt nog steeds voor dit doel gedragen, maar daarnaast wordt het ook vaak gedragen als enige kledingstuk voor het bovenlichaam. Zowel mannen als vrouwen dragen er ook wel een singlet (mouwloos hemd) onder.
De lengte varieert, maar een T-shirt loopt meestal tot de heup. In de loop van de jaren 90 van de 20e eeuw zijn ook verkorte T-shirts voor vrouwen – de zogenaamde naveltruitjes – in de mode gekomen die ook de buik laten zien. De mouwen van T-shirts zijn van oudsher vrij kort, maar tegenwoordig worden T-shirts met mouwen in verschillende lengten verkocht. Het T-shirt met echt lange mouwen, de zogenaamde longsleeve, is in wezen een shirt maar wordt vaak toch een T-shirt genoemd.
Opvallend aan de constructie van een T-shirt is dat de romp vaak volledig rondgebreid is, dus zonder zijnaad onder de oksels. Deze vorm is afkomstig van de oorspronkelijke toepassing als onderkleding.
Een meer geklede variant op het T-shirt is een poloshirt, dat een kraag heeft.
In de sport wordt een T-shirt vaak voorzien van reclame, bijvoorbeeld bij voetbal en wielrennen.